# Kundská kultura

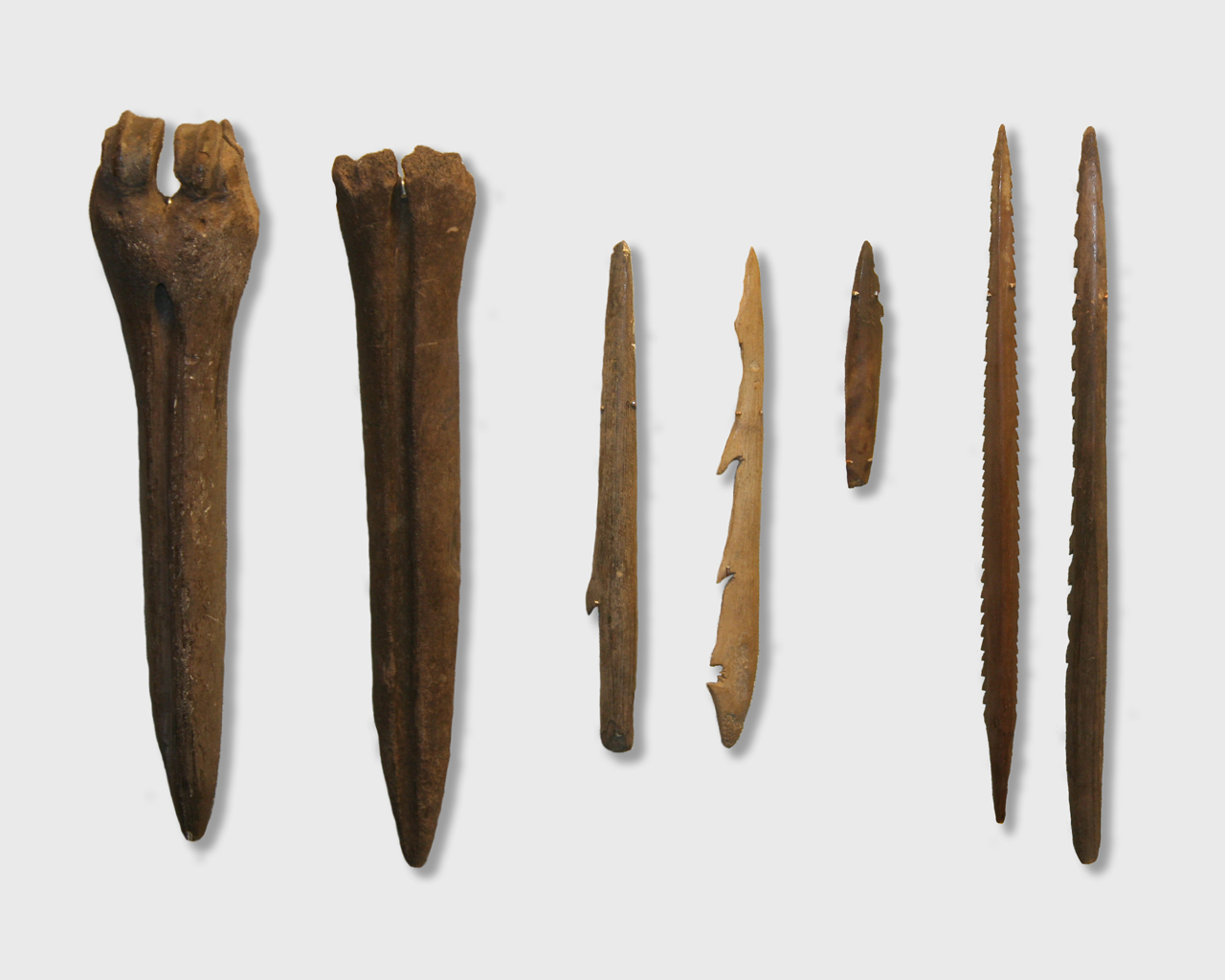
Nástroje kundské kultury

Kundská kultura je mezolitická archeologická kultura z Pobaltí, nazvaná podle města Kunda v dnešním Estonsku, avšak zasahující i na území dnešní Litvy, Lotyšska, Finska a severního Ruska. Patrně se vyvinula ze starší swiderské kultury (11 000–8200 př. n. l.), zvláště naleziště v litevském Pasieniai se jeví být přechodným. Kundská kultura existovala zhruba v letech 8500–5000 př. n. l. Byla to kultura lovců a sběračů. Kunda leží asi 110 kilometrů východně od Tallinnu, bylo zde objeveno první osídlení připsané této kultuře, na kopci Lammasmäe a v okolním rašeliništi. Nejstarší známé osídlení kundského typu se ale nachází v estonském Pulli. Dalšími důležitými nalezišti jsou Pasieniai v Litvě, Zvejnieki v Lotyšsku, Luga a Veliž v Rusku a Ristola ve Finsku. Většina osad se nacházela na okraji lesů a u řek, jezer nebo bažin. Hojně byli loveni losi, možná s pomocí vycvičených loveckých psů. Na pobřežích byli loveni tuleni, v řekách byly chytány štiky. Byla nalezena bohatá industrie kostí a paroží, užívaná zřejmě zejména k rybářské činnosti. Nástroje byly zdobeny jednoduchými geometrickými vzory, které postrádají složitost soudobé maglemoské kultury na jihozápadě. Na kundskou kulturu navázala kultura narvská.

## Genetický výzkum
Genetický výzkum týmu Eppie Jonese v roce 2017 zjistil, že lovci a sběrači kundské kultury byli geneticky bližší západním lovcům a sběračům než východním. Další genetický tým Alisy Mittnikové rok poté analyzovali pozůstatky jednoho kundského muže a jedné ženy. Zjistil, že muž je nositelem haploskupiny I-M170 a U5b2c1, zatímco žena U4a2. Z toho vyplývá velká blízkost k západním lovcům a sběračům, i když s významným přispěním tzv. starých severních Eurasijců. Množství sdílených genů s těmito severními Eurasijci bylo však nižší než u skandinávských lovců a sběračů, což naznačuje, že předkové starých severních Eurasijců vstoupili do Skandinávie, ale patrně nepřekročili Baltské moře. Matthiesonův výzkum z pohřebiště Zvejnieki dokázal, že obyvatelstvo kundské i následné narvské kultury si bylo geneticky velmi podobné a vykazovalo asi 70 % genů západních lovců a sběračů a 30 % genů východních. V nedaleké a soudobé kultuře hřebenové keramiky (zejm. severní Rusko) bylo naopak zjištěno, že lidské fosilie mají asi 65 % genů východních lovců a sběračů. Větší skupina genetických výzkumů pak naznačuje, že k radikálnější genetické proměně došlo v Pobaltí v období 3700–3600 před naším letopočtem.